# James Dasaolu
James Dasaolu (* 5. září 1987 Croydon) je britský atlet, sprinter, mistr Evropy v běhu na 100 metrů z roku 2014.

## Kariéra
Na mistrovství Evropy v Barceloně v roce 2010 nepostoupil do finále běhu na 100 metrů. V roce 2012 startoval na olympiádě v Londýně, kde rovněž skončil v semifinále běhu na 100 metrů. Na počátku roku 2013 získal na halovém evropském šampionátu stříbrnou medaili v běhu na 60 metrů. Na mistrovství světa v témže roce doběhl v finále běhu na 100 metrů osmý. Dosavadním největším úspěchem pro něj se stal titul mistra Evropy v běhu na 100 metrů v roce 2014. Ve finále zvítězil časem 10,36. O dva roky později byl na evropském šampionátu v Amsterdamu členem vítězné britské štafety na 4 × 100 meetrů.

## Osobní rekordy
- 60 m (hala) – 6,47 s – 2014
- 100 m – 9,91 s – 2013